# サーチュイン6
サーチュイン6（英: sirtuin 6、SIRT6）は、ストレス応答性のタンパク質脱アセチル化酵素・モノADPリボシル化酵素であり、ヒトではSIRT6遺伝子にコードされる。DNA修復、テロメアの維持、解糖系、炎症など、老化と関連した複数の経路で機能していることが実験室レベルでの研究から示唆されている。SIRT6はサーチュインファミリーのメンバーであり、酵母のSir2タンパク質と相同である。

## 研究
SIRT6はヒストンH3とH4に対する脱アセチル化酵素（デアセチラーゼ）であり、クロマチンの密度を変化させて遺伝子発現を調節する活性が持つことが主に知られている。サーチュインファミリーの他のメンバーと同様、SIRT6の酵素活性は補因子であるニコチンアミドアデニンジヌクレオチド（NAD+）の結合に依存している。
Sirt6を過剰発現するよう遺伝子改変されたマウスでは、最長寿命の伸長がみられる。寿命の伸長効果は約15–16%であり、オスのマウスでのみ観察される。

## DNA修復
SIRT6はクロマチン結合タンパク質であり、哺乳類細胞においてDNA損傷に対する正常な塩基除去修復や二本鎖切断修復に必要とされる。Sirt6が欠乏したマウスでは、老化と関係した変性過程と重複する異常が観察される。18種の齧歯類に対する研究では、その種の寿命とSirt6酵素の効率との相関関係が示されている。
SIRT6は非相同末端結合や相同組換え過程によってDNA二本鎖切断の修復を促進する。SIRT6はクロマチンの損傷部位で修復タンパク質DNA-PKcsを安定化する。
正常なヒト線維芽細胞では、複製を行うことで複製老化へ進行するにつれて相同組換え修復の能力は低下する。しかしながら、middle-aged（PD52–53）やpre-senescent（PD60–62）状態の細胞でのSIRT6の過剰発現は、相同組換え修復を強力に刺激する。この効果はPARP1に対するモノADPリボシル化活性に依存している。SIRT6は老化ヒト線維芽細胞での塩基除去修復もPARP1依存的に回復する。

## 活性化剤
SIRT6の脱アセチル化活性は高濃度（数百μM）の脂肪酸によって、そしてピロロ[1,2-a]キノキサリン骨格を持つ合成活性化剤によってより強力に刺激される。SIRT6/活性化剤複合体の結晶構造からは、化合物が酵素のアシル基結合チャネルのSIRT6特異的ポケットを利用していることが示されている。研究されている多くのアントシアニジンの中では、シアニジンが最も強力にSIRT6の活性を刺激する。